# Ґодфрі Гарольд Гарді
Ґо́дфрі Га́рольд Га́рді (Харді) (англ. Godfrey Harold "G. H." Hardy; 7 лютого 1877, село Кранлі, Велика Британія — 1 грудня 1947, Кембридж, Велика Британія) — англійський математик, відомий своїми досягненнями в теорії чисел і математичному аналізі.
Гарді відомий також за межами власне математики: його есей 1940 року з естетики математики Апологія математика (назву книги можна перекласти й так — Виправдання математика), вважається однією з найкращих спроб проникнення в свідомість математика в роботі, написаних для непрофесіонала, міщанина.
Починаючи з 1914 року, він був наставником індійського математика Срініваси Рамануджана, їхні взаємини стали відзначати. Гарді майже відразу розпізнав надзвичайну математичну обдарованість Рамануджана, хоча той не мав достатньої освіти. Гарді і Рамануджан стали тісно співпрацювати. В інтерв'ю угорський єврейський математик Пал Ердеш запитав Гарді, який його найбільший внесок у математику, Гарді не вагаючись, відповів, що це відкриття світові Рамануджана. Він назвав їхню співпрацю «єдиним романтичним епізодом у моєму житті».

## Юність і кар'єра
Гарді народився 7 лютого 1877 року, в Кранлі, графство Суррей, Англія, в родині вчителів. Його батько був скарбником і вчителем образотворчого мистецтва привілейованої приватної школи-інтернату для хлопчиків в Кранлі, його мати була старшою викладачкою в Лінкольнському навчальному коледжі для вчителів. Обоє батьків мали схильність до математики.
Неабиякий математичний хист Гарді був помітним ще в дитинстві. Йому виповнилося всього два роки, а він вже писав числа до мільйонів, а коли його брали до церкви, він розважався тим, що розкладав на множники кількість церковних гімнів.
Після закінчення школи в Кранлі, Гарді був удостоєний стипендії для навчання у Вінчестер Коледжі і подальших занять математикою. У 1896 році він вступив до Триніті-коледжу Кембриджського університету.
Всього лиш після двох років навчання він був четвертим за результатом Кембриджського екзамену з математики на ступінь бакалавра з відзнакою (Cambridge Mathematical Tripos). Згодом Гарді прагнув скасувати систему Tripos, бо відчував, що вона стає все більш самоціллю, ніж засобом для досягнення мети. Під час навчання в університеті, Гарді вступив до Кембриджських апостолів, елітного, інтелектуального таємного товариства. Гарді згадував, що найважливіший вплив на нього справило самостійне вивчення Cours d'analyse de l'École Polytechnique французького математика Каміля Жордана, завдяки якому він познайомився з більш строгою математичною традицією в континентальній Європі. У 1900 році він здав другу частину Tripos і був удостоєний стипендії. У 1903 році він отримав ступінь магістра мистецтв (гуманітарних наук) (M.A. — Master of Arts), який був найвищим академічним ступенем в англійських університетах того часу. З 1906 р. він обіймав посаду лектора, на якій викладання займало шість годин на тиждень і залишило йому час на дослідження. У 1908 опублікував підручник "Курс чистої математики". У 1919 році він залишив Кембридж, щоб зайняти посаду Севільєн професор геометрії (Savilian Professor of Geometry) в Оксфорді. Він повернувся в Кембридж у 1931 році, де був на посаді Садлеріен професор чистої математики (Sadleirian Professor of Pure Mathematics) до 1942 року.
Індійський Клерк (The Indian Clerk) — роман американського письменника Девіда Лівітта, виданий 2007 р., написаний на основі життя Гарді в Кембриджі, в тому числі про його відкриття світові Срініваса Рамануджана і їхні відносини.

### Робота
Гарді приписують реформування британської математики — впровадження в ній строгості, яка раніше була характерна для французької, швейцарської та німецької математики. Британські математики дотримувалися в основному традицій прикладної математики, зачаровані репутацією Ісаака Ньютона. Гарді більше подобався метод cours d'analyse, який був домінуючим у Франції, і він наполегливо просував свою концепцію чистої математики, зокрема на противагу гідродинаміці, яка була важливою частиною кембріджської математики.
З 1911 року він співпрацював з Джоном Літлвудом в розлогій роботі з математичного аналізу і аналітичної теорії чисел. Це призвело до кількісного прогресу у доведенні Проблема Уоринга і розробки кругового методу Гарді-Літтлвуда, який використовувався в цьому доведенні і знайшов інші застосування. В теорії простих чисел вони отримали результати та деякі помітні умовні результати. Це було одним з основних факторів у розвитку теорії чисел як системи гіпотез (математичних припущень); прикладами є перша і друга гіпотези Гарді-Літтлвуда. Співпраця Гарді і Літтлвуда є однією з найуспішніших і найзнаменитіших прикладів співпраці в історії математики. У 1947 році в лекції данський математик Гаральд Бор афористично відгукнувся про колег: «Сьогодні є тільки три дійсно великих англійських математики: Гарді, Літлвуд і Гарді-Літлвуд.»:xxvii
Гарді також відомий розробкою закону Гарді—Вайнберга, основного принципу популяційної генетики, незалежно від німецького лікаря Вільгельма Вайнберга у 1908 році. Гарді грав в крикет з генетиком Реджинальдом Паннетом, який познайомив його з проблемами генетики, і Гарді таким чином мимовільно став одним із засновників прикладної математики.
Збірки праць Гарольда Гарді були опубліковані в семи томах видавництвом Оксфордського університету.

### Чиста математика
Гарді волів, щоб його робота розглядалась як чиста математика, можливо через його відразу до війни і застосування прикладної математики у військових цілях. Він зробив кілька заяв, схожих на цю зі своєї Апології математика:
Я ніколи не робив нічого 'корисного'. Жодне моє відкриття не спричинило чи могло б спричинити, прямо чи опосередковано, доброго чи поганого, найменшої зміни в благоустрої світу. [Архівовано 8 лютого 2021 у Wayback Machine.]
Оригінальний текст (англ.)
I have never done anything 'useful'. No discovery of mine has made, or is likely to make, directly or indirectly, for good or ill, the least difference to the amenity of the world.
Тим не менш, крім розробки закону Гарді—Вайнберга в генетиці популяцій, його знаменита робота зі своїм колегою Рамануджаном по розбиттю натуральних чисел на суми натуральних чисел, відома як асимптотична формула Гарді—Рамануджана, знайшла широке застосування у фізиці для знаходження квантових функцій розподілу атомних ядер (вперше використана Нільсом Бором) і для отримання термодинамічних функцій невзаємодіючих систем Бозе—Ейнштейна. Хоча Гарді хотів, щоб його математика були «чистою» і не мала жодного прикладного використання, велика частина його робіт знайшла застосування в інших галузях науки.
Крім того, Гарді зумисно вказав у своїй Апології, що математики зазвичай не «хизуються марністю своєї роботи», а радше — тому що наука може бути використана як в злих, так і добрих цілях — «математики можуть бути виправдані втішанням, що є одна наука принаймні, і це їх власна, чия віддаленість від звичайної людської діяльності буде утримувати її шляхетною і чистою». Гарді також вважав «оманою» переконання, що різниця між чистою та прикладною математикою якось пов'язана з їх корисністю. Гарді вважав «чистими» різновиди математики, які не залежать від фізичного світу, але також зараховував деяких «прикладних» математиків, таких як фізики Максвелл і Ейнштейн, до «справжніх» математиків, чиї роботи «мають постійне естетичне значення» і «вічні, тому що найкращі з них можуть, як найкраща література, продовжувати викликати інтенсивне емоційне задоволення у тисяч людей тисячі років». Хоча він визнавав, що те, що він назвав «справжньою» математикою може коли-небудь виявитися корисним, він стверджував, що в той час, в який була написана Апологія, тільки «нудні і елементарні частини» чистої чи прикладної математики могли «працювати на благо або зло».

### Світогляд і особистості
Соціально Гарді був пов'язаний з групою Блумзбері та Кембриджськими апостолами; Джордж Мур, Бертран Расселл і Джон Кейнс були його друзями. Він був пристрасним шанувальником крикету і подружився з молодим Чарльзом Сноу, таким же шанувальником.
Він час від часу поринав у політику, майже був активістом. Він брав участь в Союзі демократичного контролю під час Першої світової війни і Союзі за інтелектуальну свободу в кінці 1930-х років.
Гарді був атеїстом. Крім близьких друзів, у нього було платонічні відносини з кількома молодими людьми, які поділяли його почуття. Він все життя був холостяком, і в останні роки життя про нього дбала його сестра.
Гарді був дуже сором'язливим в дитинстві і був соціально важким, холодним і ексцентричним протягом всього життя. Під час навчання в школі він був найкращим у своєму класі з більшості предметів, і виграв багато призів і нагород, але ненавидів отримувати їх перед усією школою. Йому було незручно знайомитися з новими людьми, він не міг дивитися на своє відображення в дзеркалі. Він казав, що під час перебування в готелі, закриватиме всі дзеркала рушниками.

## Афоризми Гарді
- Жоден математик ніколи не повинен дозволяти собі забувати, що математика більше, ніж будь-яке інше мистецтво чи наука, є грою молодої людини. (Апологія математика).

    No mathematician should ever allow himself to forget that mathematics, more than any other art or science, is a young man's game.
- Ніколи не варто часу розумної людини висловлювати думку більшості. За визначенням, є достатньо інших, щоб робити це.

    It is never worth a first class man's time to express a majority opinion. By definition, there are plenty of others to do that.
- Математик, як художник або поет, творець взірців / візерунків. Якщо його взірці є довгочасніші, ніж їхні, це тому, що вони зроблені з ідей.

    A mathematician, like a painter or a poet, is a maker of patterns. If his patterns are more permanent than theirs, it is because they are made with ideas.
- Жодна річ, яку я коли-небудь робив, не має найменшого практичного застосування.

    Nothing I have ever done is of the slightest practical use.
- Гарді одного разу сказав Бертрану Расселлу: «Якби я міг довести за допомогою логіки, що ви помрете через п'ять хвилин, мені було б шкода, що ви збираєтеся померти, але моє горе було б дуже пом'якшене задоволенням від доведення». Рассел від усього серця погодився з Гарді про принади доведень, як він сам коментує у своїй Автобіографії.

    Hardy once told Bertrand Russell «If I could prove by logic that you would die in five minutes, I should be sorry you were going to die, but my sorrow would be very much mitigated by pleasure in the proof». Russell agreed with Hardy wholeheartedly about the delights of proofs, as he himself comments in his Autobiography.